# Église haute de Bonnieux
L’église Saint-Gervais-et-Saint-Protais dite église haute ou église vieille est un des deux lieux de culte catholique de la commune de  Bonnieux, dans le département français de Vaucluse.

## Présentation
La vieille église ou église haute est ainsi nommée par les habitants de Bonnieux depuis la construction au XIXe siècle d'une deuxième église, l'église neuve, dans le bas du village. La vieille église culmine à 429 mètres d'altitude, on y accède par un escalier de 86 marches.

## Historique
La vieille église est bâtie sur les hauteurs dominant la vallée du Calavon, sur un site occupé dès l'Antiquité par un oppidum. Au Xe siècle, une chapelle primitive dédiée à Saint Sauveur est construite près du castrum, à l'intérieur des premiers remparts.
L'église actuelle, placée sous la protection de Saint Gervais et Saint Protais, est érigée au cours du XIIe siècle. De cette époque ne subsistent que les deux travées d'origine, sur lesquelles vient s'appuyer une construction du XVe siècle. 
Autour de l'édifice, on peut distinguer les deux enclos des cimetières successifs. Le transfert du dernier (jardin sud avec vue sur le massif du Luberon), exigea plusieurs années de réflexion entre 1820 et 1867 émaillées de polémiques.

### Restaurations
Deux campagnes de restauration ont eu lieu dans les années 1980 et les années 2000. L'association pour la restauration et la sauvegarde de la Vieille église et la municipalité ont mis en œuvre un programme de restauration des murs, de la voûte, des sols et des deux chapelles, celle de l'Assomption de la Vierge et celle des défunts.

## Protection
L'église est classée au titre des monuments historiques en 1980.

## Architecture
Le style d'origine est roman provençal, visible sur la partie orientale de l'église. Les agrandissements du XVe siècle sont réalisés dans un style gothique provençal, alors que Bonnieux est devenu au siècle précédent une enclave pontificale. L'entrée primitive se trouve porte sud et a pour avantage de protéger les fidèles du mistral. Elle comporte un arc à motifs floraux et un tympan avec un aigle sculpté.
À l'intérieur, le retable en bois doré date du XVIe siècle. Le baptistère et deux chapelles latérales sont ajoutés au XVIIe siècle. L'orgue, construit par Isnard entre 1777 et 1778, est utilisé jusqu'en 1939. La vierge surmontant le clocher date de 1865.

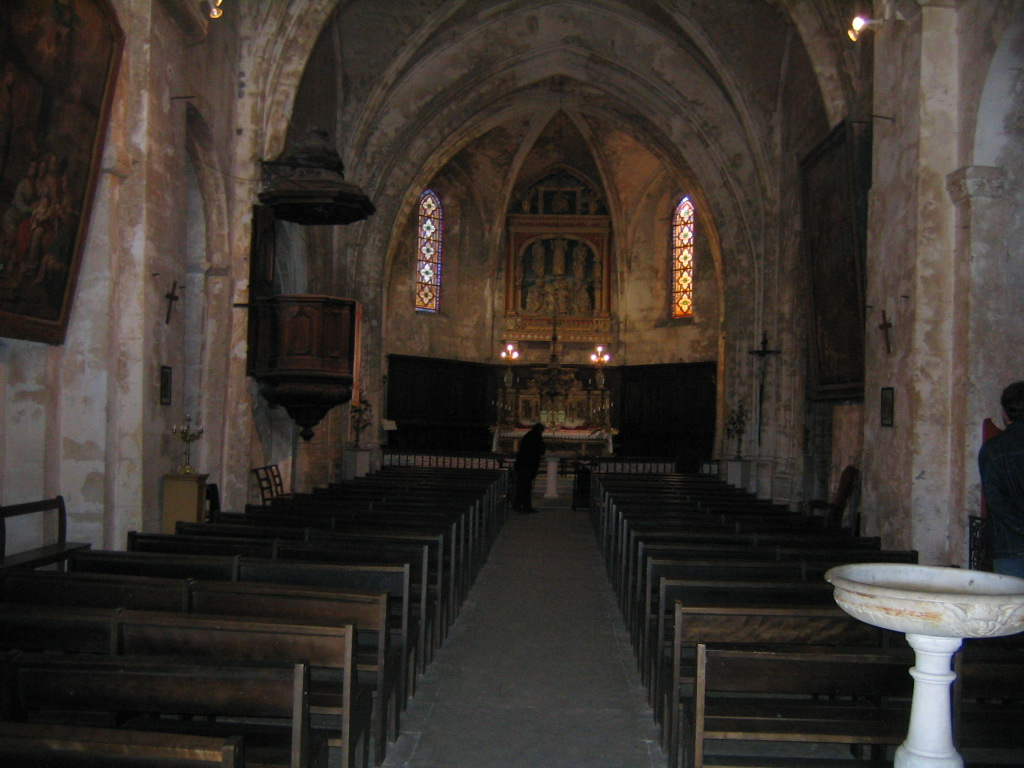
Nef en direction du chœur
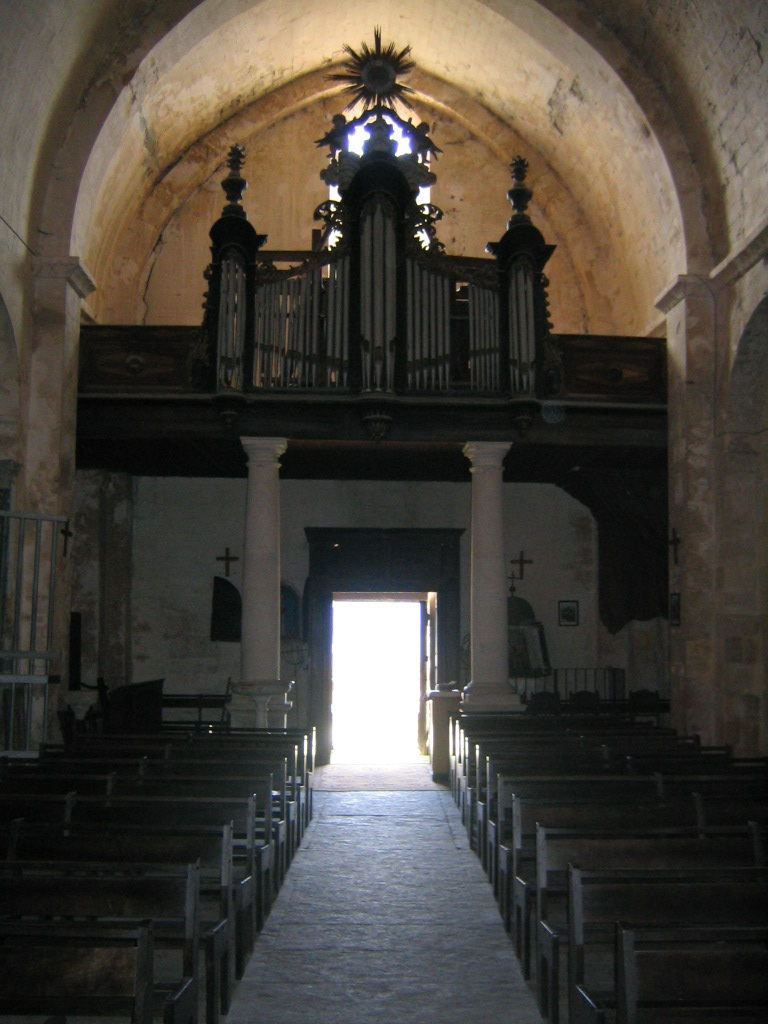
Nef et orgue
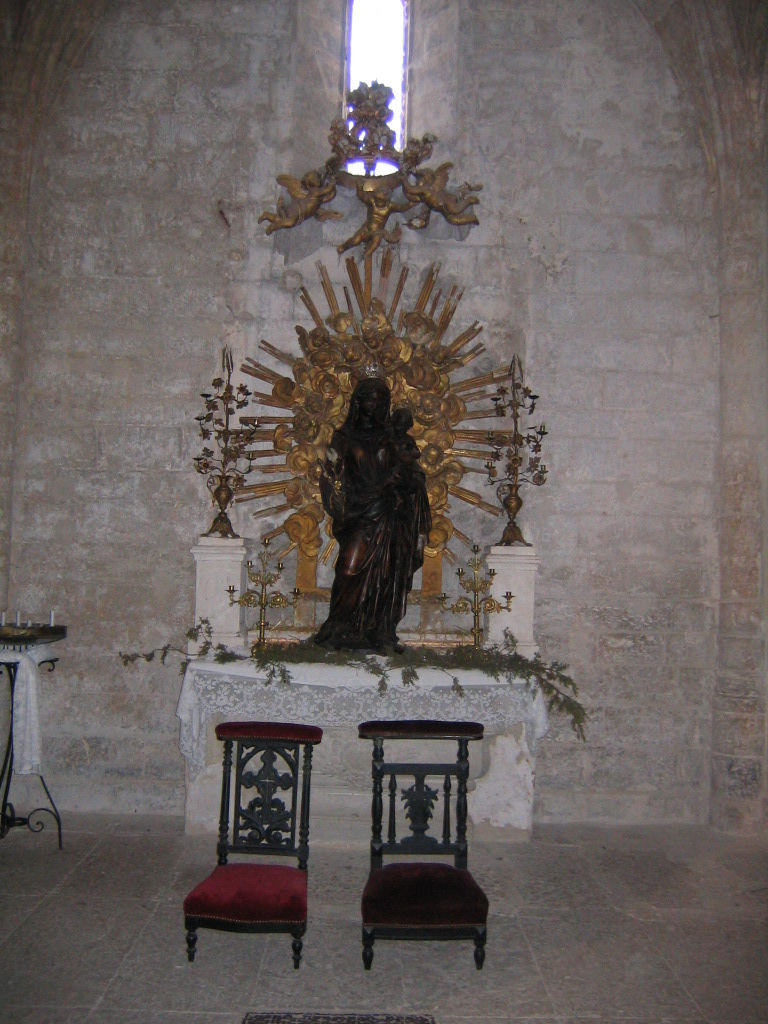
Chapelle